# Alex Vesper
Alex Vesper (* 27. Juni 1967 in Köln) ist ein deutscher Schlagzeuger.

## Leben
Vesper hatte schon im Alter von sieben Jahren Schlagzeugunterricht. Er studierte an der Musikschule Hürth klassische Perkussion und studierte an der Rheinischen Musikschule Köln Perkussion bei Christoph Caskel und Schlagzeug bei Thomas Witzmann und Sperie Karas.
Er wirkte an Studio- und CD-Produktionen u. a. von Nikitakis, Birbaek, den Bläck Fööss, Peter Orloff, Bed and Breakfast, Cassandra Reed, Serge Maillard, Benjamin Boyce und Daniel Amanti mit. Er ist Mitglied der Gruppe Drei vom Rhein (mit Helmuth Fass, Werner Neumann und Pit Hupperten), mit der er mehrere Alben aufnahm, und ist seit 2003 Schlagzeuger bei DJ Bobo. Seit 2008 ist er Dozent am Institut für Musik der Hochschule Osnabrück und gibt darüber hinaus Workshops zum Thema Modernes Schlagzeug an Musik- und Hochschulen, auf Messen und diversen Drum Festivals.
Im April 2011 begleitete er Lena Meyer-Landrut auf der Lena-Live-Tour 2011 als Schlagzeuger.
Im Oktober 2018 war er Gründungsmitglied der Band Eldorado.
Seit März 2023 ist Alex Vesper Schlagzeuger der Band Bläck Fööss und übernimmt dort den Posten von Ralph „Gus“ Gusovius.

## Diskographie
- Drei vom Rhein: Drei vom Rhein
- Drei vom Rhein: Starke Gesten
- Drei vom Rhein: Adventures in Guitarland
- Drei vom Rhein: Almaty gogo
- Drei vom Rhein: Sumo
- Drei vom Rhein: DvR plays Uncle Frank
- Eldorado: Aanjekumme